# Meuleken
Het Mulleke was een watermolen op de Voer in 's-Gravenvoeren in de Voerstreek, Belgisch Limburg. De watermolen ligt aan de straat Moleke aan de rand van het dorp.
Anno 2010 is de eerstvolgende watermolen op de Voer stroomopwaarts gezien de Molen Janssen en stroomafwaarts de Meschermolen in Mesch.

## Geschiedenis
Het jaartal 1746 wordt aangetroffen in blauwsteen van de sluiswerken om de waterstand te regelen. De molen werd gebruikt als korenmolen.
In de 19e eeuw werd er een bakstenen molenhuis gebouwd.
In 1926 werd de molen ingericht als woning.
In 1980 werd het kleine metalen bovenslagrad weggenomen.

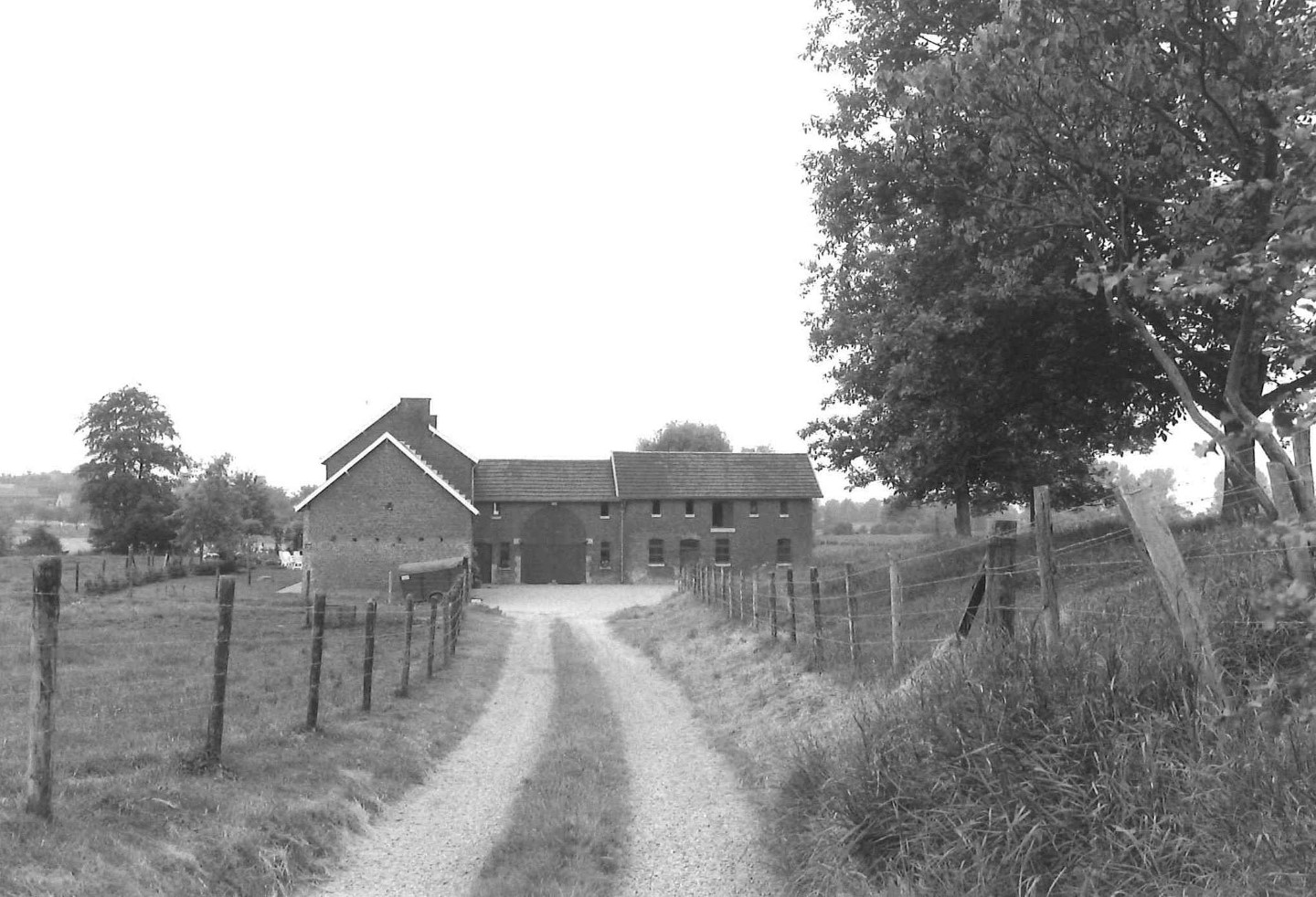